# Élections législatives cambodgiennes de 1958
Les élections législatives cambodgiennes de 1958 ont permis, le 23 mars, le renouvellement de l'Assemblée nationale. Ce sont les deuxièmes à se tenir dans ce pays depuis l’indépendance.

## Campagne et Prémices

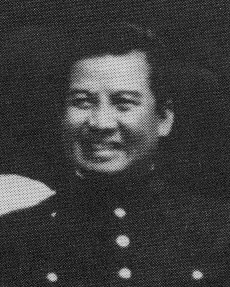
Norodom Sihanouk du Cambodge en 1956

L’année 1957 fut marquée par deux événements importants dans la vie politique du pays. Le premier fut la disparition du parti démocrate de la scène cambodgienne, à la suite des coups de boutoir répétés de Norodom Sihanouk qui acceptait mal l’ombrage supposé ou réel qu’ils pouvaient lui faire; le second était le différend qui opposait les parlementaires au gouvernement et qui allait déboucher sur une dissolution de l’assemblée nationale. Cet acte avançait les élections de plusieurs mois. Le prince, de son côté, était satisfait de pouvoir changer un parlement qui avait montré des velléités d’indépendance et de choisir des candidats du Sangkum qui de toute façon devraient être élus sans réelle opposition.
En février, aidé de Chau Seng, un intellectuel de gauche fraîchement revenu de France, et quelques autres conseillers, Sihanouk devait traiter environ 700 candidatures d’hommes et de femmes tous désireux d’occuper les bancs de la nouvelle assemblée. Comme précité, les heureux élus se présentaient sans opposition, excepté dans cinq circonscriptions où le Pracheachon - la vitrine officielle du parti communiste du Kampuchéa - proposait des candidats. Les postulants étaient plus qualifiés et plus jeunes que ceux de 1955. Neuf d’entre eux, dont Long Boret, qui allait devenir le dernier Premier ministre de la république khmère, avaient moins de trente ans, vingt-deux entre trente et quarante. Sihanouk choisissait des personnes de sa génération ou plus jeunes pour former la nouvelle assemblée. Il avait aussi sélectionné quelques candidats connus pour être de gauche, tels Chau Seng, So Nem, Hu Nim ou Hou Yuon. Les seules catégories des élites cambodgiennes qui n’étaient pas représentées étaient les femmes et les membres de l’ancienne assemblée.
Pour faire ses choix, Sihanouk n’avait pas voulu tenir compte de l’avis des caciques du Sangkum et la campagne sera plutôt animée par de nouvelles composantes du parti, telles les jeunesses socialistes royales khmères (JSRK). Le monarque s’agaçait en effet de plus en plus à l’encontre de son mouvement et des personnes qu’il avait choisies pour le diriger. Deux de ses secrétaires généraux furent même renvoyés en 1957. Au début de 1958, la formation passait graduellement entre les mains de l’entourage du prince et allait progressivement s’identifier plus fortement à ce dernier.
Le Pracheachon, quant à lui, était maintenant dans une position délicate. Afin de survivre en tant que parti, il devait se manifester tout en soutenant Norodom Sihanouk. Lors des élections, il devait concourir contre le Sangkum sans s’opposer à lui. Il devait présenter sa propre version du programme du prince en espérant que certaines de ses propositions allaient convaincre les électeurs de voter pour des candidats qui étaient en outre sous surveillance policière. Concernant son programme, certains points seront mis en application une douzaine d’années plus tard par le gouvernement khmer rouge, mais pour le moment, la plupart s’occupait de publier des brochures explicitant en quoi ils se différenciaient du Sangkum. Dans un de leurs journaux, par exemple, un éditorial appelait les électeurs à apporter leur soutien aux candidats qui n’avaient aucun lien avec les impérialistes, mais précisait que cela ne revenait pas à rejeter la confiance accordée à Sihanouk. À Battambang également, le candidat prétendait durant sa courte campagne – il renoncera finalement à se présenter - défendre les idées du communisme et en même temps avoir le soutien total du prince. Le message s’avérait finalement trop nébuleux pour la plupart des électeurs.
Toutefois, bien que les visites officielles en Europe de l’Est et en Chine étaient des succès et malgré la faiblesse de l’opposition de gauche, Norodom Sihanouk tentait d’éradiquer le communisme du Cambodge. Après la disparition du Parti démocrate, la campagne pour les élections de 1958 s’était recentrée sur un programme anticommuniste. Au congrès national du Sangkum en janvier, il accusait le Pracheachon d’engendrer une rancœur à son encontre au sein du « peuple ordinaire ». Si cette formation voulait présenter des candidats, il se devait de prévenir l’électorat contre leurs « méfaits ». La propagande du mouvement sihanoukiste, ainsi, après avoir d’abord montré un moine qui quittait sa pagode pour aller voter, se concentra à partir de mars, contre le Pracheachon, publiant notamment la photo d’un train attaqué et détruit en 1954 par le Việt Minh et ses alliés cambodgiens. Juste avant les élections, le prince publiait également trois articles sur le communisme au Cambodge. Il retraçait sa version de l’histoire du mouvement et s’appesantissait sur leur dépendance à l’égard du Viêt Nam. Il concluait en affirmant que le communisme n’avait aucun avenir dans la société cambodgienne. Pendant la campagne, la presse de gauche, ainsi que les candidats du Pracheachon étaient mis sous surveillance policière étroite. Ainsi, à Svay Rieng, quelque deux cents policiers et membres des Jeunesses Socialistes Royales Khmères était chargés de suivre le concurrent du parti de gauche dans ses moindres déplacements. Sihanouk visita les districts où se présentait le Pracheachon et par ses attaques virulentes obtint que seul Keo Meas maintienne sa candidature à Phnom Penh.
La campagne quant à elle, était plutôt terne. La plupart des candidats du Sangkum, assurés de l’emporter, ne faisait d’une manière générale qu’une visite de pure forme dans leur circonscription. Exception confirmant la règle, Long Boret parcouru quant à lui des centaines de kilomètres à dos d’éléphant dans la province de Stoeng Treng, pratique qu’il renouvellera en 1962 et 1966.

## Résultats
Lorsque les résultats des élections – les premières auxquelles les femmes participèrent - furent publiés, Keo Meas, le seul candidat du Pracheachon, fut crédité de 396 voix à Phnom Penh, alors qu’à Kampot une autre personne dont le nom n’est pas passé à la postérité récoltât une douzaine de bulletins. Le Sangkum quant à lui recueillait plus d’1,6 million de suffrages. L’abstention était relativement élevée, atteignant même 55 % dans la capitale. Il semblait que les électeurs n’aient pas daigné se déplacer pour un scrutin dont le résultat était connu d’avance et pour choisir des députés dont ils avaient du mal à voir en quoi ils pouvaient avoir une quelconque influence sur leur vie quotidienne.
|       |                      |           |       |        |               |
| Parti | Parti                | Voix      | %     | Sièges | +/-           |
|       | Sangkum Reastr Niyum | 1 646 488 | 99,98 | 61     | 30            |
|       | Pracheachon          | 396       | 0,02  | 0      | en stagnation |
|       | Divers               | 13        | 0,00  | 0      | en stagnation |
|       |                      |           |       |        |               |
| Total | Total                | 1 646 897 | 100   | 61     | 30            |

Ces élections permirent d’avoir des représentants plus jeunes et plus compétents, ce qui donnait aux futurs gouvernements la possibilité de faire plus facilement appel à des parlementaires qu’auparavant. Keo Meas, dans le même temps, craignant d’être arrêté, se réfugiait pour un temps dans l’est du pays près de la frontière vietnamienne. Il dut alors laisser les rênes de la cellule phnompenhoise du Parti communiste du Kampuchéa clandestin à Saloth Sâr, alors âgé de 30 ans, et à son collègue Vorn Vet (ja), permettant au premier nommé d’asseoir son influence sur le mouvement avec les conséquences néfastes qui se manifesteront bien plus tard.

### Résultats par district
La plupart des districts n'avaient qu'un seul candidat Sangkum Reastr Niyum, mais un district de Phnom Penh était contesté par un candidat Pracheachon. 
| Candidat | Candidat       | Parti                | Voix   | %     |
| -------- | -------------- | -------------------- | ------ | ----- |
|          | Nhieim Sokphai | Sangkum Reastr Niyum | 13 542 | 97,16 |
|          | Keo Meas       | Pracheachon          | 396    | 2,84  |
|          |                |                      |        |       |
| Total    | Total          | Total                | 13 938 | 100   |